# Ceroma
Genre
Ceroma est un genre de solifuges de la famille des Ceromidae.

## Distribution
Les espèces de ce genre se rencontrent en Afrique subsaharienne.

## Liste des espèces
Selon Solifuges of the World (version 1.0) :
- Ceroma biseriata Lawrence, 1960
- Ceroma hessei Roewer, 1933
- Ceroma inerme Purcell, 1899
- Ceroma johnstonii Pocock, 1897
- Ceroma katanganum Roewer, 1933
- Ceroma langi Hewitt, 1935
- Ceroma leppanae Hewitt, 1914
- Ceroma macrognatha Lawrence, 1954
- Ceroma ornatum Karsch, 1885
- Ceroma pictulum Pocock, 1902
- Ceroma sclateri Purcell, 1899
- Ceroma similis Roewer, 1941
- Ceroma swierstrae Lawrence, 1935
- Ceroma sylvestris Lawrence, 1938
- Ceroma victoriae Benoit, 1965
- Ceroma zomba Roewer, 1933

## Publication originale
- Karsch, 1885 : Verzeichnis der von Dr. G. A. Fischer auf der im Auftrage der geographischen Gesellschaft in Hamburg unternommen Reise in das Massai-Land gesammelten Myriopoden und Arachnoiden. Jahrbuch der Hamburgischen Wissenschaftlichen Anstalten, vol. 2, p. 131-139 (texte intégral).